# Julián López Martín
Julián López Martín (ur. 21 kwietnia 1945 w Toro) – hiszpański duchowny katolicki, biskup León w latach 2002–2020.

## Życiorys
Święcenia kapłańskie otrzymał 30 czerwca 1968 i został inkardynowany do diecezji Zamora. Był m.in. asystentem diecezjalnym Ruchu Rodzin Chrześcijańskich, dyrektorem diecezjalnego instytutu teologicznego (1984-1992), a także wykładowcą liturgiki na Papieskim Uniwersytecie w Salamance (1975-1981 oraz 1988-1994).

### Episkopat
15 lipca 1994 papież Jan Paweł II mianował go biskupem ordynariuszem diecezji Ciudad Rodrigo. Sakry biskupiej udzielił mu ówczesny nuncjusz w Hiszpanii - abp Mario Tagliaferri.
19 marca 2002 został przeniesiony do diecezji León. Ingres odbył się 28 kwietnia 2002. 21 października 2020 papież Franciszek przyjął jego rezygnację z pełnionych funkcji.